# تری کانسیداین
تری کانسیداین (انگلیسی: Terry Considine؛ زادهٔ ۱۹۴۷) مدیر اجرایی و سیاستمدار اهل ایالات متحده آمریکا است، که در سال ۱۹۷۵ شرکت آیمکو را تأسیس کرد.